# Dérouleuse de balle

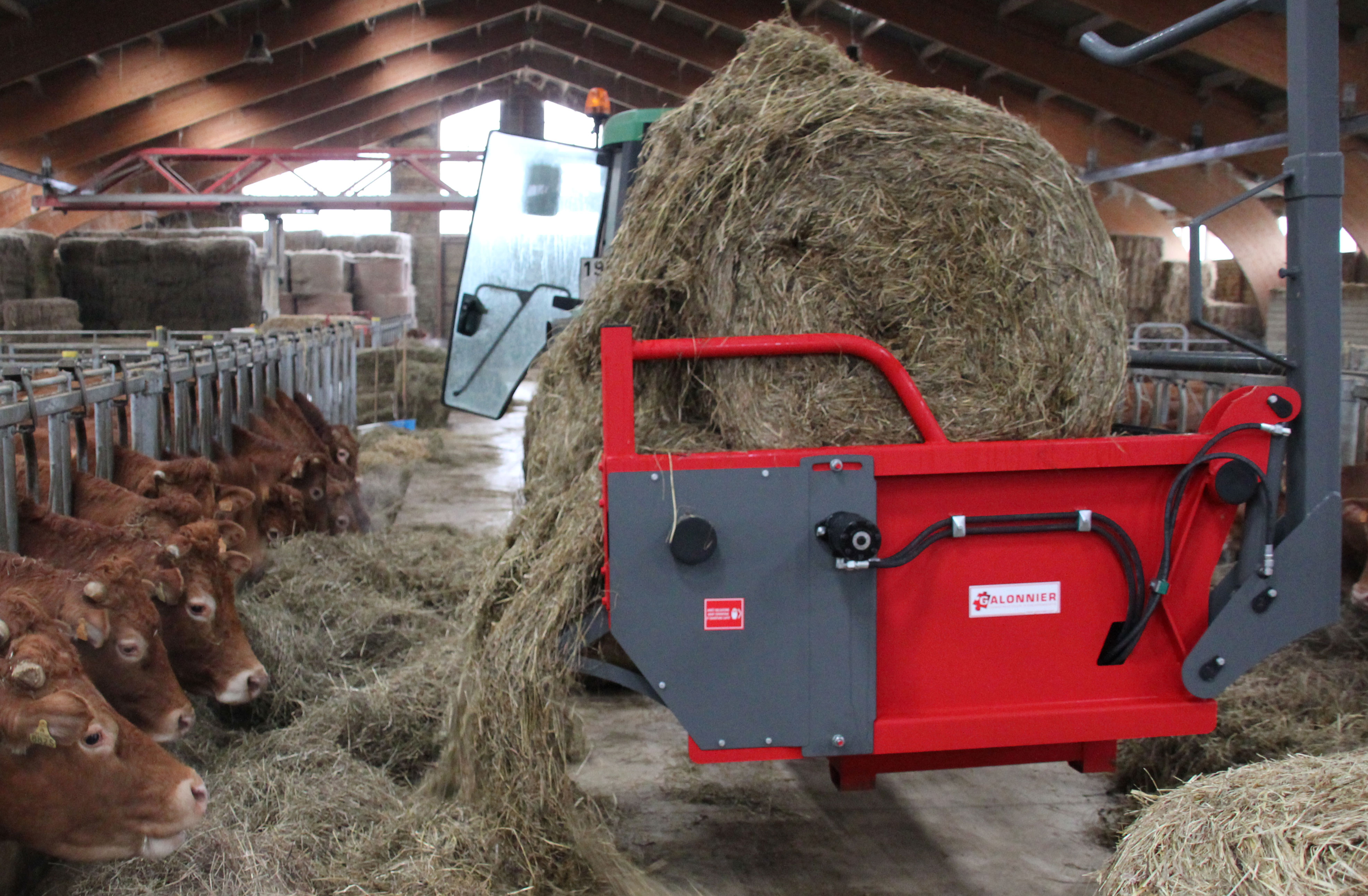
Dérouleuse de balles rondes portée

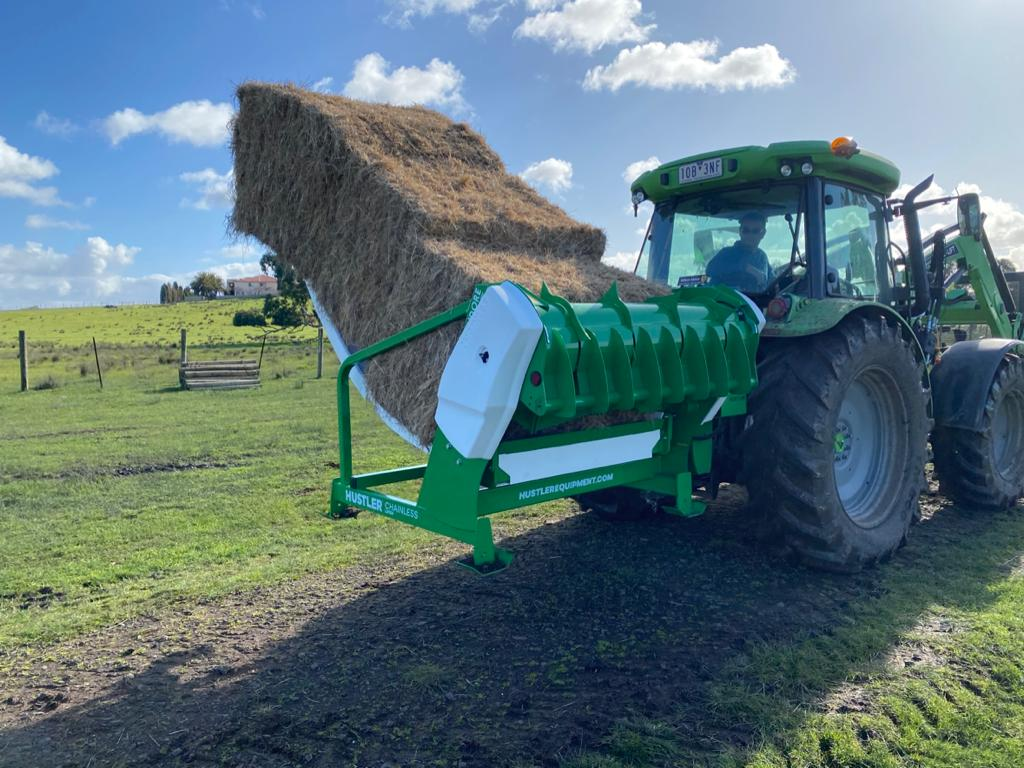
Dérouleuse de balles carrées portée

Une dérouleuse de balle est une machine agricole utilisée pour distribuer au bétail du fourrage qui a été récolté et conservé sous format de balle. La plupart des modèles de dérouleuses sont destinés aux balles conditionnées sous un format cylindrique (« balles rondes »), mais certains constructeurs ont également développé des modèles permettant de distribuer des balles conditionnées sous un format cubique (« balles carrées »).

## Historique
Les dérouleuses de balle sont apparues relativement récemment, suivant le développement de l'agriculture moderne et de l'apparition des lieuses de balles, presses à balles et moissonneuses-batteuses au début du XXe siècle. Le conditionnement du fourrage rendu de plus en plus lourd et dense par les développements technologiques de récolte, il a fallu trouver des solutions permettant la distribution mécanique des aliments.

## Types
Les dérouleuses de balle se divisent en trois groupes principaux :
- Dérouleuse portée (sur attelage trois-points, sur chargeur frontal, sur bras télescopique)
- Dérouleuse traînée
- Dérouleuse stationnaire ou fixe.

## Constructeurs
- Altec (France)
- Emily (France)
- Eurotechnics Agri (France)
- Galonnier (France)
- Göweil (Autriche)
- Hustler (Nouvelle-Zélande)
- Lucas G (France)
- Robert (Belgique)
- Silofarmer (France)
- Vermeer (États-Unis)
- Warzée (Belgique)
- Wessex (Royaume-Uni)